# Generalprokurator
Der Generalprokurator (franz. Procureur général) ist eine dem französischen Recht entlehnte Beamtung.
Schon in einer Anordnung (Ordonnanz) von 1493 wurden die Funktionen dieser höchsten Beamten der Staatsanwaltschaft bei den Parlamentsgerichten näher definiert. Auch heute noch führen in Frankreich die Staatsanwälte bei den höheren Gerichten diesen Titel. 
In Österreich und anderen Staaten werden die am Kassationshof angestellten höchsten staatsanwaltlichen Beamten ebenfalls Generalprokurator genannt. Häufig übernimmt die Generalprokuratur dabei nicht die Aufgabe der Anklagebehörde, sondern sorgt durch ihre Anträge und Rechtsmittel für eine gesetzeskonforme Rechtspflege.
In Frankreich stehen oder standen dem Generalprokurator sogenannte Generaladvokaten (avocat général) zur Seite, in Österreich amtiert der Generalanwalt.
In Kanada heißt der Justizminister Procureur général (engl. Attorney General).
Der Generalstaatsanwalt des schweizerischen Kantons Bern wurde bis Ende 2010 als Generalprokurator bezeichnet. Die Behörde, welcher er vorsteht, trug bis Ende 2010 entsprechend die Bezeichnung Generalprokuratur des Kantons Bern (heute Generalstaatsanwaltschaft des Kantons Bern).

## Kirchenamt
Verschiedene Ordensgemeinschaften der katholischen Kirche kennen das Amt eines Generalprokurators, der als bevollmächtigter Vertreter des Ordens beim Heiligen Stuhl fungiert und zumeist in der Generalkurie des jeweiligen Ordens residiert.
Der Deutsche Orden kennt das Amt eines Generalprokurators als ersten der drei Generalbeamten des Hochmeisters, es sind außerdem der Generalökonom und Generalsekretär. Der Generalprokurator regelt in Rom die Angelegenheiten des Deutschen Ordens beim Heiligen Stuhl.